# James Madison Wells

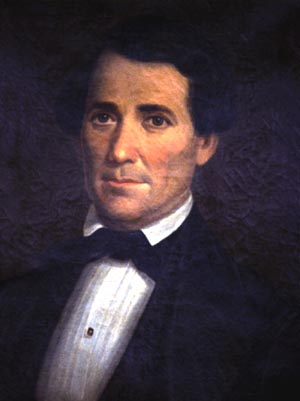
James Madison Wells

James Madison Wells (* 8. Januar 1808 bei Alexandria, Louisiana; † 28. Februar 1899 im Rapides Parish, Louisiana) war ein US-amerikanischer Politiker und von 1865 bis 1867 Gouverneur des Bundesstaates Louisiana.

## Frühe Jahre
James Wells besuchte die Alden Partridge Military Academy in Connecticut, das St. Joseph’s College in Kentucky und die Cincinnati Law School. Im Jahr 1829 kehrte er nach Louisiana zurück, um einige der Plantagen seines Vaters zu übernehmen. Darunter waren eine große Baumwollplantage und eine Zuckerplantage, die alle mit Hilfe zahlreicher Sklaven bewirtschaftet wurden.

## Politischer Aufstieg
Im Jahr 1840 wurde Wells Sheriff im Rapides Parish. Zu dieser Zeit war er Mitglied der Whig Party. Nach dem Zusammenbruch dieser Partei Mitte der 1850er Jahre trat er den Demokraten bei. Bei den Präsidentschaftswahlen des Jahres 1860 unterstützte er Stephen A. Douglas, den Kandidaten der loyal zur Union stehenden Demokraten. Wells war ein starker Befürworter der Union und strikt gegen eine Sezession. Diese Haltung verschaffte ihm in seiner Heimat und selbst in seiner Familie viele Feinde. Während des Bürgerkriegs wurde er wegen seiner Sympathien für die Union von den Konföderierten zeitweise inhaftiert.
1864 waren große Teile Louisiana von den Truppen der Union besetzt. In diesem Jahr gründete Wells den „Unconditionel Union Club of West Louisiana“. Am 4. März 1864 wurde Wells dann mit Unterstützung sowohl der radikalen als auch der moderaten Kräfte neuer Vizegouverneur von Louisiana. Er war damit Vertreter von Gouverneur George Michael Hahn.

## Gouverneur von Louisiana
Nach dem Rücktritt Hahns am 3. März 1865 fiel Wells das Amt des Gouverneurs zu. Am 7. November 1865 wurde er in einer allgemeinen Wahl in diesem Amt bestätigt. Wells stellte in seiner Verwaltung viele ehemalige Anhänger der Konföderation ein. Das und seine zurückhaltende Haltung gegenüber den nun freien ehemaligen Sklaven brachte ihn mit der Militärregierung in Konflikt. Außerdem befürwortete Wells die bei den radikalen Republikanern unbeliebte Rekonstruktionspolitik von Präsident Andrew Johnson. Als es 1866 zu Ausschreitungen wegen einiger Bestimmungen der Staatsverfassung von 1864 kam, wobei es unter anderem um das Wahlrecht der Schwarzen ging, verhielt sich Wells eher abwartend und griff nicht entscheidend ein. Das Militär unter General Philip Sheridan machte ihn für die Unruhen verantwortlich. Schließlich wurde Wells von General Sheridan seines Amtes enthoben. Das war möglich, weil Louisiana damals noch unter Militärrecht stand.

## Weiterer Lebenslauf
Nach seiner Entlassung zog sich Wells zunächst auf eine seiner Plantagen zurück. Im Jahr 1872 unterstützte er die Wiederwahl von Präsident Ulysses S. Grant. In den folgenden Jahren galt er als ein Freund der Republikanischen Partei, deren Mitglied er nun wurde, was ihm in seiner Heimat den Namen „Mad Wells“ (verrückter Wells) einbrachte. Im Jahr 1873 war er Mitglied eines Wahlausschusses, in dem er zu Gunsten der Republikaner entschied, die ihn im Gegenzug zum Leiter der Zollbehörde im Hafen von New Orleans ernannten. Dieses Amt übte er zwischen 1874 und 1880 aus. Danach zog er sich aus der Politik zurück. James Wells starb im Jahr 1899. Mit seiner Frau Mary Ann Scott hatte er 14 Kinder.